# Dan David Prize

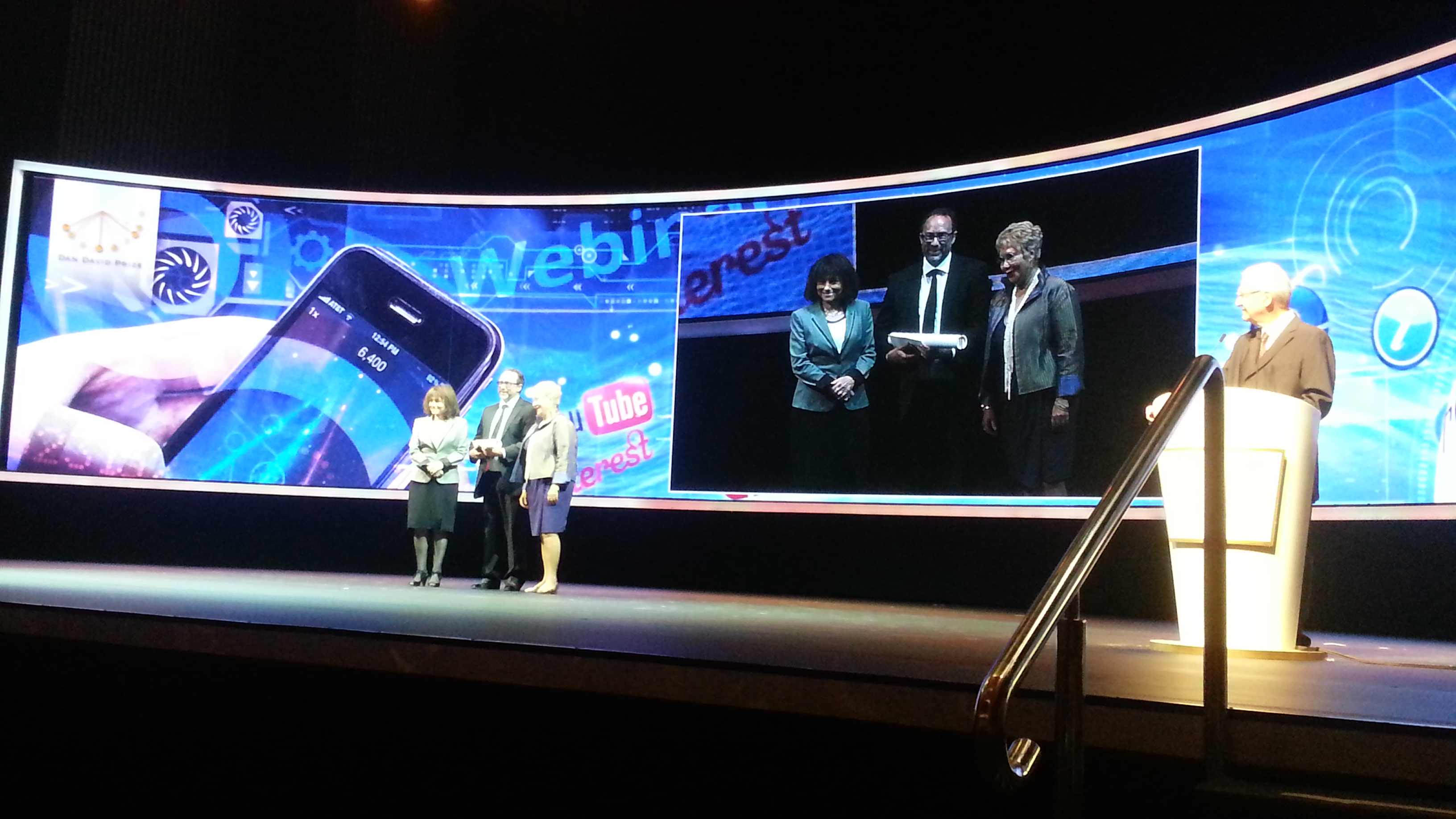
Jimmy Wales przyjmujący nagrodę Dan David

Dan David Prize – nagroda przyznawana od 2002 roku przez Uniwersytet Telawiwski i Fundację Dan David za osiągnięcia przełomowym znaczeniu naukowym, technologicznym, kulturalnym i społecznym dla współczesnego świata. Nagroda o równowartości 1 miliona dolarów przyznawana jest w trzech kategoriach (Przeszłość, Teraźniejszość i Przyszłość).